# Синдром задњег међукоштаног нерва
Синдром задњег међукоштаног нерва или супинатор синдром је неуропатија изазвана укљештења овог нерва на нивоу мишића супинатора у Фрошеовој аркади (проксимална граница мишића супинатора).

## Релевантна анатомија
Задњи међукоштани нерв се налази близу осовине хумеруса и лакта . Овај нерв је дубока моторна грана радијалног нерва . Проксимално од лука супинатора , радијални нерв је подељен на површну грану и задњу међукоштану грану. Радијални нерв снабдева већину екстензора подлактице и шаке. Оштећење ове гране радијалног нерва доводи до синдрома задњег међукоштаног нерва.
Радијални тунел је простор који се протеже 5 см од радијалне главе до дисталне ивице супинатора. Овај тунел је везан бочно за мишиће: брахиорадиалис, екстензор карпи радиалис лонгус  и екстензор карпи радијалис бревис  и медијално за тетиву бицепса и брахиалис . Под формирају дубока глава супинатора и капсула радиокапителарног зглоба, док кров чине површинска глава супинатора и радијални рекурентни судови. 
На нивоу латералног епикондила, између мишића брахиорадиалиса и брахиалисаа, радијални нерв, који потиче из брахијалног плексуса, дели се на своје 2 терминалне гране: површински радијални нерв и задњи међукоштани нерв.  Површни радијални нерв завршава проксимално од радијалног тунела. Задњи међукоштани нерв је много дужи и улази у радијални тунел испод мишићно-тетивног лука, Фрошеове аркаде. Фрошеова аркада, која је најчешћа тачка компресије, веза је између дубоке и површне главе супинатора и фибротендинозна је у 30% до више од 80% популације.  Задњи међукоштани нерв се наставља у радијалном тунелу кроз супинатор, док иде од предње до задње површине подлактице.
Задњи међукоштани нерв је моторни нерв и секвенцијално инервише супинатор, екстензор карпи радиајалис бревис, екстензор дигиторум комунис, екстенсор дигити миними, екстензор карпи улнарис, абдуктор полицис, ектензор полицис бревис.

## Епидемиологија
Тачна преваленција синдром задњег међукоштаног нерва је непозната, пошто тренутно у литератури нема новијих епидемиолошких студија. Подаци у научној литератури о синдрому задњег међукоштаног нерва састоје се углавном од извештаја о појединачним случајевима.
Синдром задњег међукоштаног нерва се чешће јавља код мушкараца него код жена у односу 2 према 1. Такође се јавља око два пута чешће у десној руци у односу на леву руку.

## Етиологија
Синдром задњег међукоштаног нерва узрокован је компресијом дубоке гране радијалног нерва који пролази између глава мишића супинатора пре него што постане задњи. међукоштани нерв. Настаје као резултат прекомерне супинације или пронације и обично се јавља код тенисера.
Већина укљештења нерава настаје услед сужења осеолигаментног тунела. У случају укљештења задњег међукоштаног нерва, компресија се јавља унутар мишићно-тетивног радијалног тунела. У 69,4% нерв је компримован Фрошеовом влакнастом аркадом.

## Патофизиологија
Патофизиолошка основа повреде нерва зависи од тежине компресије нерва. Повреда нерва се може поделити у три категорије: 
Неуропраксија, која је најблажи облик и представља демијелинизацију на месту повреде. Ова повреда обично настаје услед компресије или вуче и може довести до успорених брзина проводљивости. У зависности од тежине, може изазвати слабост мишића, али би требало да има негативан Тинел знак на месту повреде. Прогноза за опоравак је одлична и креће се од неколико дана до 12 недеља.
Аксонотмеза, која укључује демијелинизацију као и оштећење аксона, што доводи до слабости мишића и може имати позитиван Тинел знак на месту повреде. 
Неуротмеза,  последња и најтежа повреда нерва у којој је нерв потпуно пресечен, што резултује изостанком нервне проводљивости. За опоравак је неопходна хируршка корекција.

## Клиничка слика
Пацијенти се жале на бол у лакту и бочном делу надлактици и слабођћу у екстензије прста. Сензорна функција је очувана, јер се површински радијални нерв грана изнад Фрошсеове аркаде. 

## Дијагноза
Електромиографско тестирање може помоћи не само да се локализује лезија већ и да пружи прогностичке информације. 

## Терапија
Лечење укључује:
- нехируршку терапију засновану на имобилизацији удлагом,

- употребу НСАИЛ таблета,
- модификацију активности,
- хируршку декомпресију, која може бити индикована ако конзервативно лечење не успе.

## Прогноза
Прогноза зависи од степена и врсте повреде радијалног нерва. У већини случајева, у којима се узрок успешно лечи, пацијенти ће се потпуно опоравити  у року од 2-4 месеца. Међутим, у неким случајевима може доћи до преосталог делимичног или потпуног губитка покрета или осећаја.

## Компликације
Компликације могу укључивати:
- непотпуну декомпресију,
- наставак симптома,
- немогућност да се пацијенти врате на активности на преоперативном нивоу,
- немогућност обављања физички захтевних послова.